# Tachyeres patachonicus
L’anatra vaporiera volatrice (Tachyeres patachonicus P.P.King, 1831) è un uccello della famiglia Anatidae, diffuso in Cile e Argentina.

## Descrizione
Ha una lunghezza di 66–71 cm ed un peso di 2100–3600 g nei maschi e 1665–3118 g nelle femmine. Il piumaggio è prevalentemente grigio sul dorso, bianco sul ventre. Il becco e le zampe sono giallastre.

## Biologia

### Alimentazione
Si nutre di piccoli invertebrati acquatici, principalmente crostacei e molluschi.

### Riproduzione
Costruisce il nido al riparo della vegetazione su piccoli isolotti.

## Distribuzione e habitat
La specie è diffusa nelle estreme propaggini meridionali del Cile e dell'Argentina, nella Terra del Fuoco e nelle isole Falkland.